# Opuntia ficus-indica

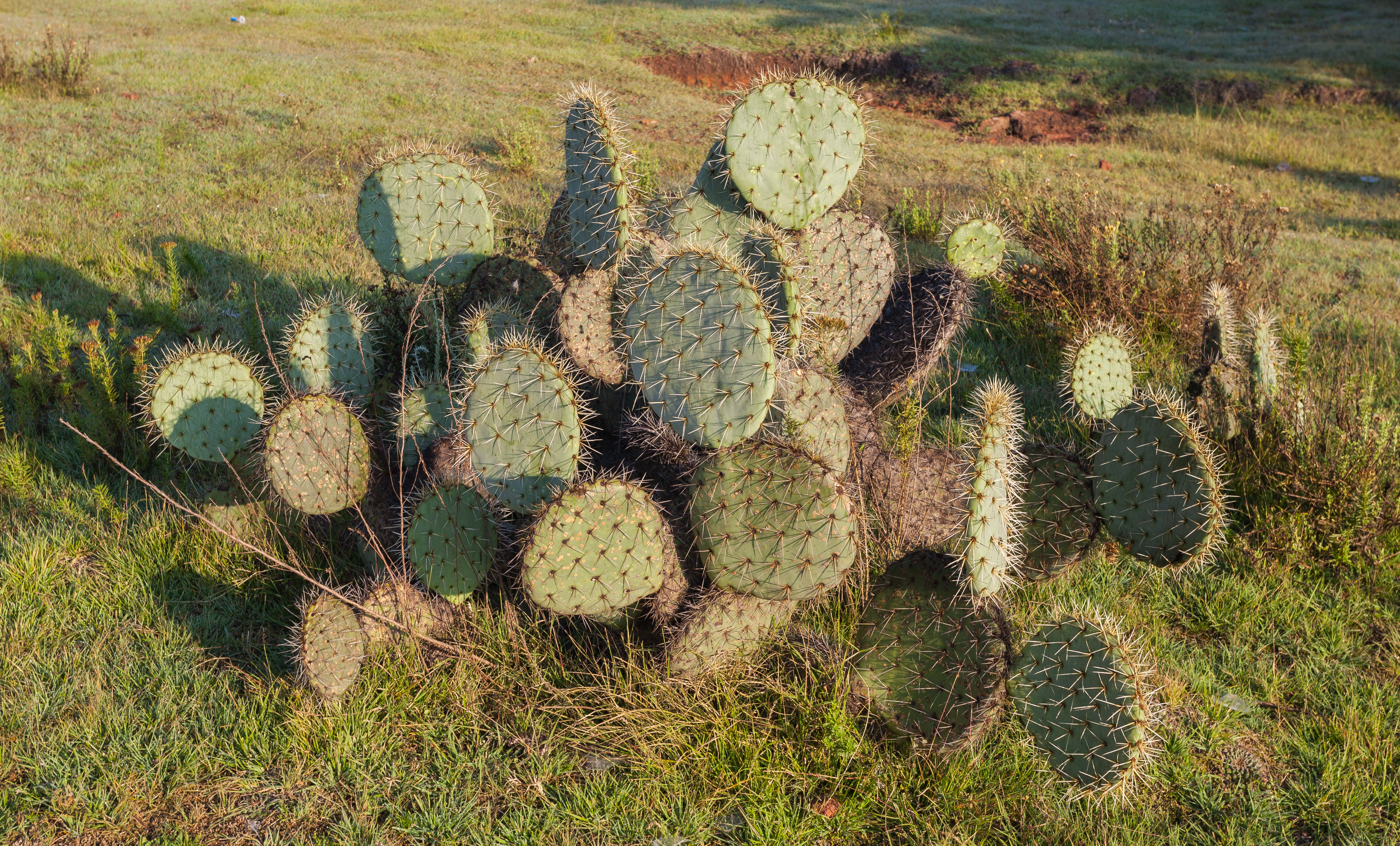
Aspecto general

Opuntia ficus-indica, comúnmente conocida, entre otros nombres, como nopal, higuera (de pala), palera,  pera de cactus, penca, tuna, tuno, tunera, chumbera e higo, es una especie arbustiva del género Opuntia de la familia de las cactáceas.

## Descripción

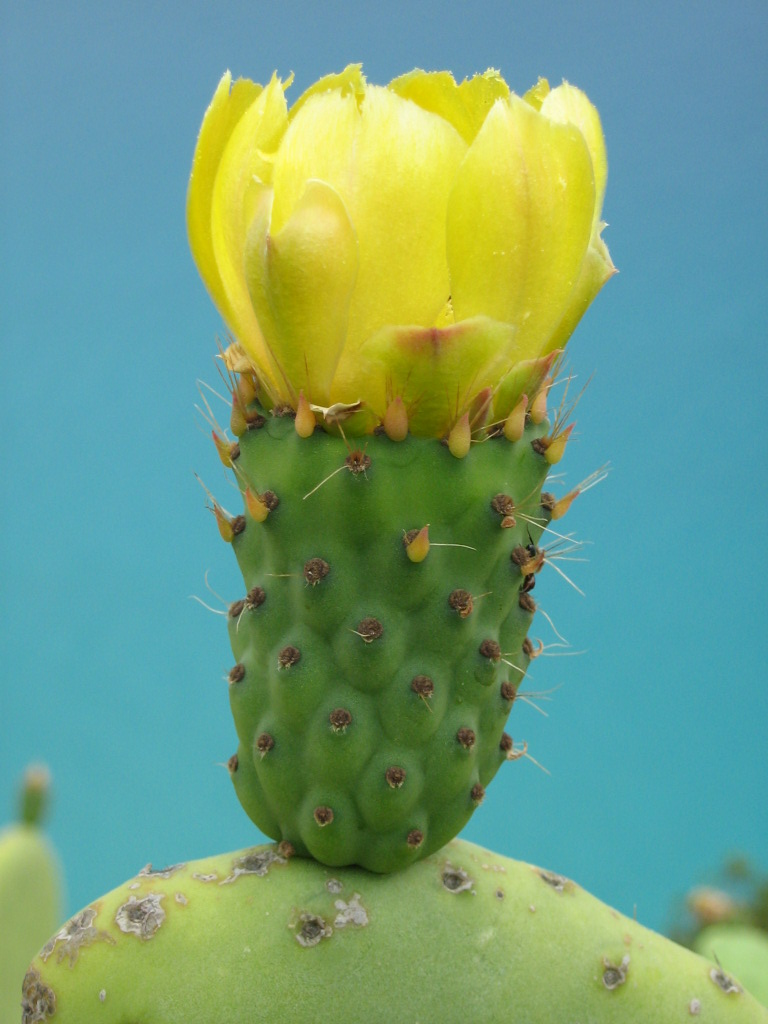
Flor de Opuntia ficus-indica: vista lateral.

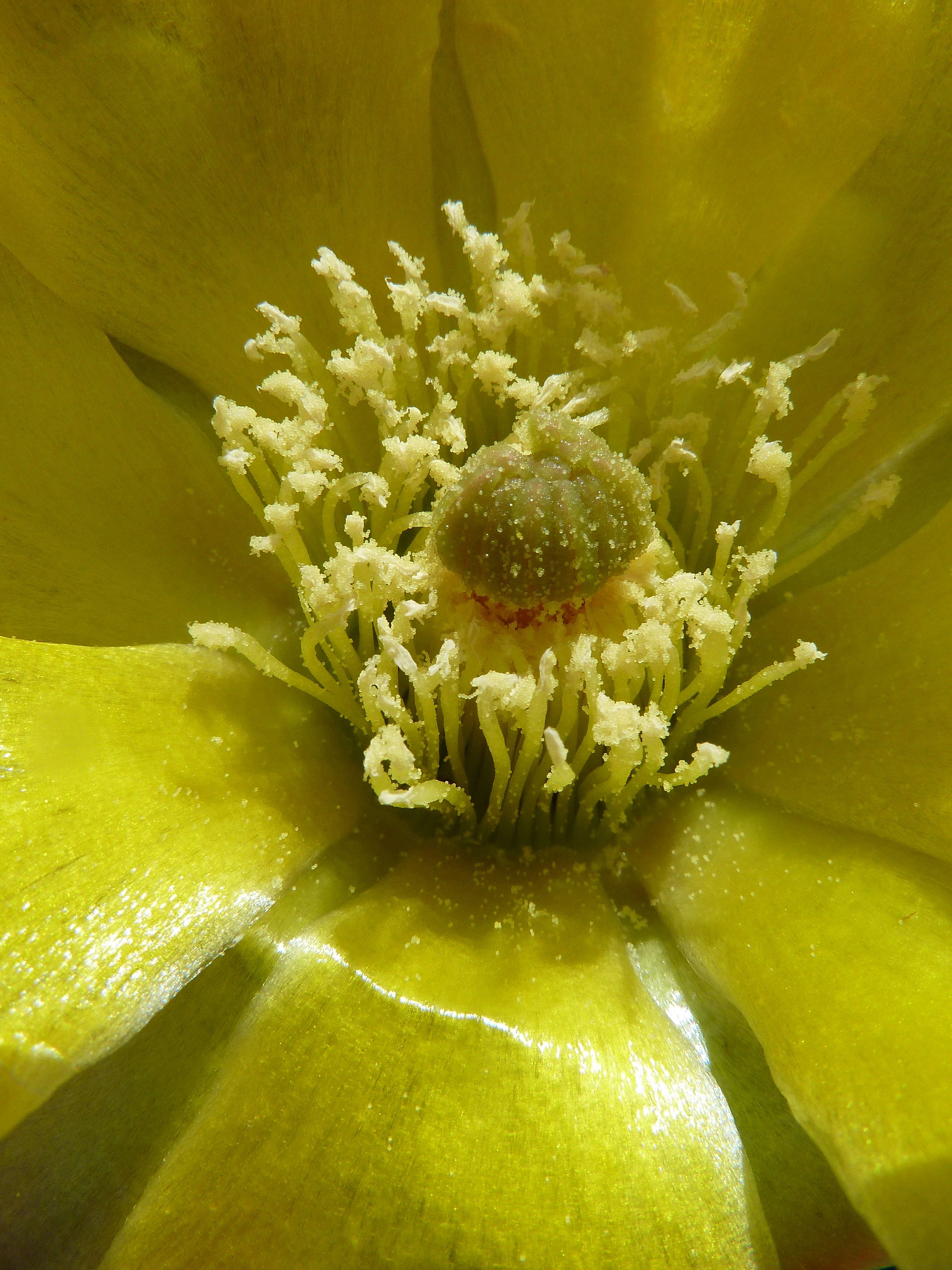
Detalle de los órganos reproductores (anteras numerosas y estilo con estigma múltiple)

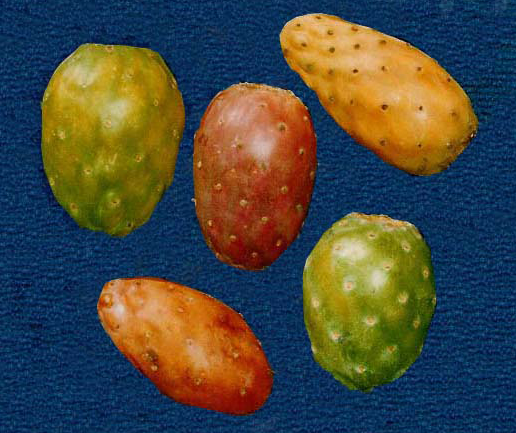
Frutos de tuna

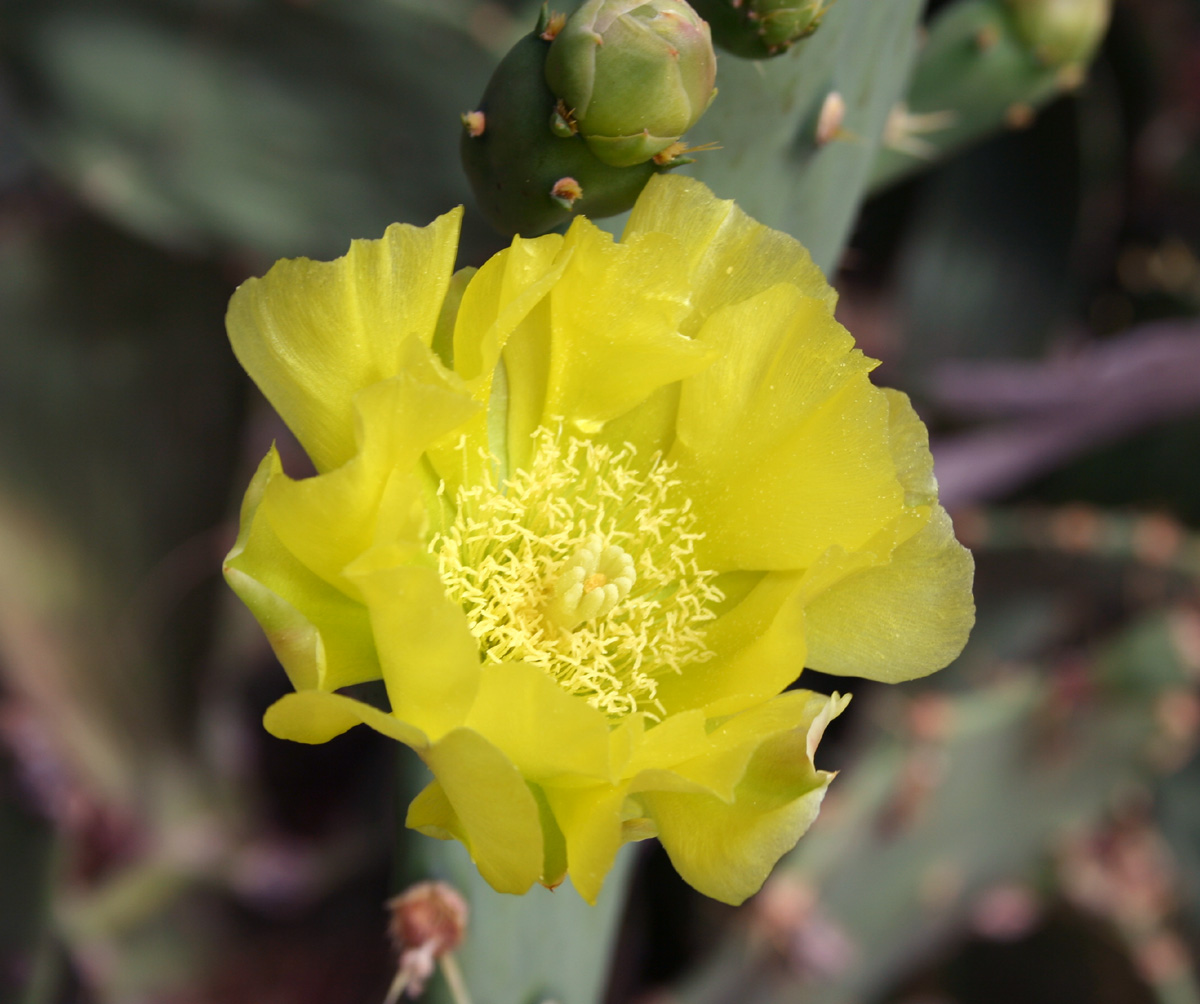
Flor de Opuntia ficus-indica: vista interna.

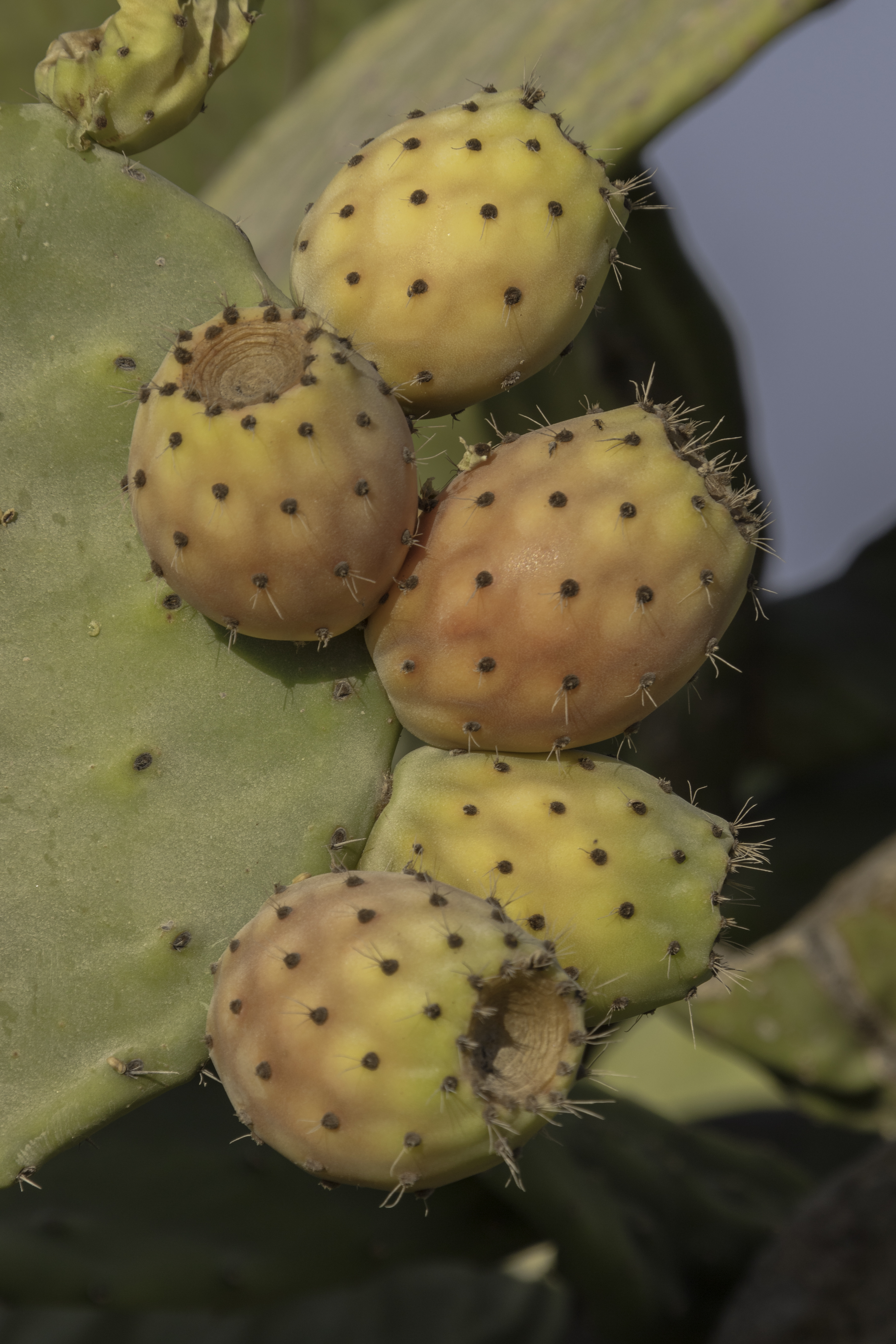
Frutos de Opuntia ficus-indica

Planta arbustiva de la familia Cactaceae. Como la mayoría de los miembros de este género carece de hojas nomofilas, los segmentos o cladodios en que se divide, son tallos capaces de ramificarse, enitiendo flores y frutos. Estos tallos son planos, ovales y de color verde medio. Poseen dos clases de espinas, reunidas en los gloquidios (especie de cojincillos) de las areolas, unas largas y duras, y otras cortas y finas con aspecto velloso, conocidas como “penepes” en la zona cordillerana de Argentina.
Las flores, en forma de corona, nacen de las areolas en los bordes de los segmentos. Florece una vez al año y tanto el fruto como la flor pueden ser de diversos colores, desde el amarillo al rojo.
El fruto maduro es una baya de forma ovalada con diámetros de entre 5,5 y 7 cm, una longitud de 5 cm a 11 cm y un peso variable entre 43 y 220 g. Tiene una cáscara gruesa, espinosa, y con una pulpa abundante en semillas o pepas.

## Distribución

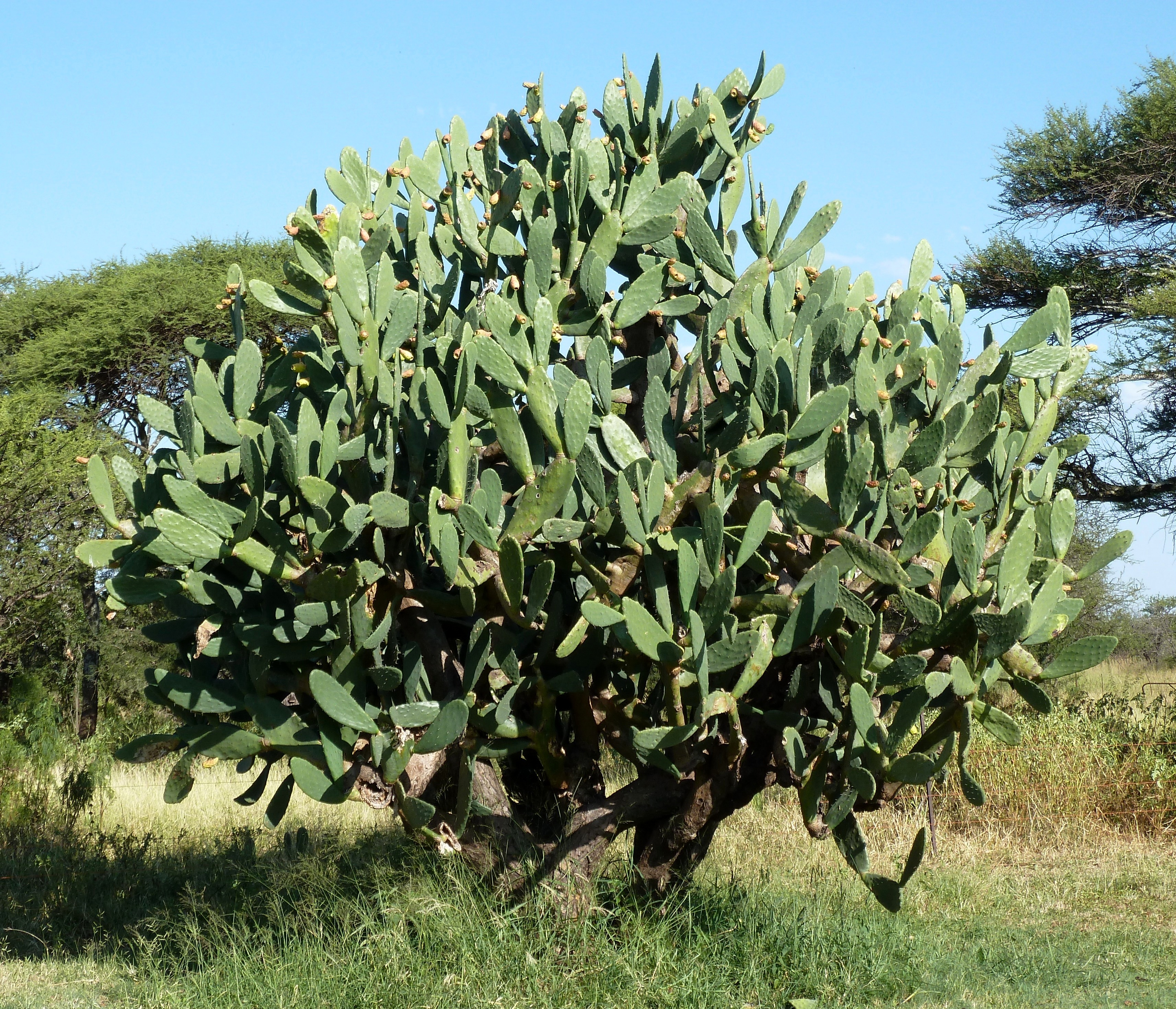
Planta de Opuntia ficus-indica

Una hipótesis plantea que es originaria de Mesoamérica (México), esta cactácea es nativa de América y se encuentra desde las praderas canadienses hasta el estrecho de Magallanes, pero ha sido naturalizada y cultivada en el mundo entero, diversas referencias históricas sobre el nopal se remontan a los primeros años de la Nueva España. 
En su Historia general de las cosas de la Nueva España, fray Bernardino de Sahagún describe el legendario y "monstruoso" nopal, como él le llama (ya que los nativos lo llamaban nopalli). El sacerdote José de Acosta lo cita como un árbol célebre de la Nueva España, "el árbol se debe llamar como a un montón de hojas o pencas unas sobre otras".
Fue introducida en Europa por los conquistadores españoles para aprovechar suelos poco productivos del sur de la península ibérica, y de allí pasaron a Italia (donde existió una pequeña industria ligada a ellas), y al norte de África.

## Taxonomía
Opuntia ficus-indica fue descrita primero por Carlos Linneo en Species Plantarum, vol. 1, p. 468 en 1753 como Cactus ficus-indica y atribuida al género nuevo Opuntia y publicada en The Gardeners Dictionary, ed. 8, n.º 2, por Philip Miller en 1768.
Etimología
Opuntia: nombre genérico que proviene del griego usado por Plinio el Viejo para una planta que creció alrededor de la ciudad de Opus en Grecia.
ficus-indica: compuesto por ficus, la higuera, y el epíteto neológico latino indica que significa "de la India", entendido como Indias Occidentales (West Indies), es decir, higuera de América.

## Composición
Los segmentos frescos de este cactus contienen alrededor de un 90 % de agua. Los frutos, un 12 % de azúcar y 6,75 % de materias nitrogenadas, además de ácidos orgánicos (alrededor del 0,10 %), con un característico colorante entre rojo y anaranjado, lo que provoca que, al consumirlo, la orina se tiña de ese color.
Los frutos son ricos en fibra y vitaminas, especialmente vitamina A, vitamina C y vitamina K, así como vitamina B2 y vitamina B6; también contienen minerales como calcio, magnesio, potasio, hierro y cobre.

## Fisiología del cultivo

### Índices de madurez
El grado de madurez en que se coseche depende del mercado al que va destinada la tuna. El grado de madurez es importante para mantener el producto en buenas condiciones durante el tiempo necesario hasta el consumidor final. Entre los índices visuales para determinar el grado de madurez están:
- Color: el color de la tuna pasa de un matiz verde oscuro a verde claro; luego se torna amarillento y termina en un color rojizo cuando alcanza su plena madurez.
- Brillo: según los productores, cuando la tuna está madura cambia su aspecto de opaco a brillante, lo que indica que ya está lista para la cosecha.
- Fruto: la forma ovalada y uniforme del fruto es uno de los signos de que este se encuentra en condiciones para la cosecha.

### Consistencia de la pelusa
El fruto posee en la superficie una especie de espinas muy finas conocidas como pelusas, penepes o ahuates, en la sierra del Perú, abrojos o jepos, las cuales son fuertes cuando el fruto está verde, pero se vuelven frágiles y fáciles de desprender a medida que avanza su grado de madurez.

### Grosor de la cáscara
Existen diferencias notorias del grosor de la cáscara entre un fruto verde y uno que inicia su maduración, así como entre los de distintos grados de madurez (este es un método muy subjetivo).

## Micropropagación

### Explante

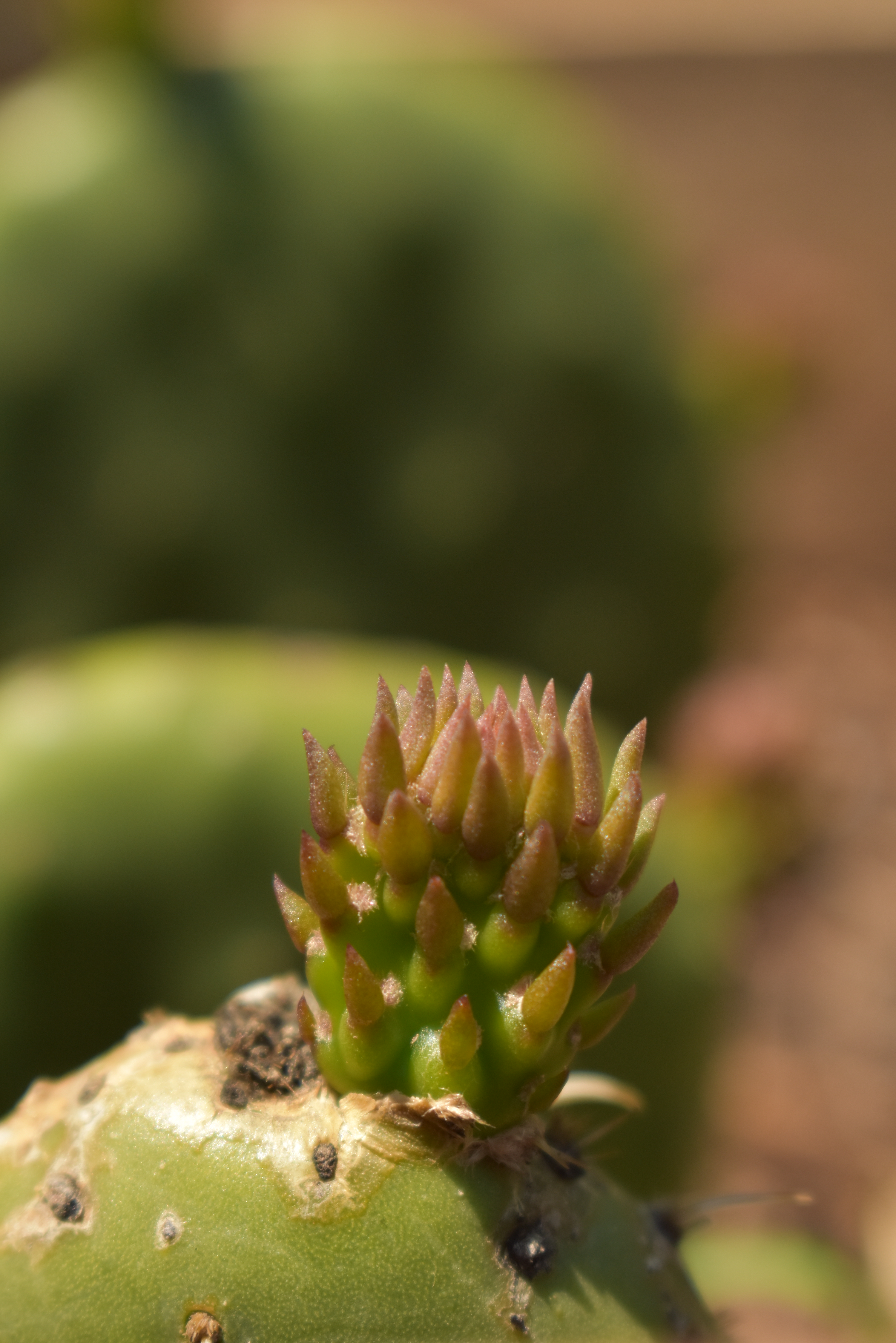
Crecimiento del nopal

Se obtienen de los cladodios, de aproximadamente 5 cm de largo. Se desinfectan en el laboratorio después de despojarlos de las espinas. Posteriormente, se desinfectan con etanol al 70 % durante unos segundos, seguido por una sumersión en hipoclorito de calcio al 6 % durante diez minutos. Se enjuaga a continuación con agua estéril y se fracciona en aproximadamente treinta fracciones con al menos una areola. Se cultivan a su vez en un medio apropiado, por ejemplo Murashige y Skoog (MS) con complementos de diferentes concentraciones de benciladenina.

### Cultivo
Una vez inoculados los explantes, se mantienen a condiciones normales de micropropagación de luz y temperatura, siendo que se presenta la regeneración de la planta a partir del explante en unos cuarenta días. Transcurridos veinticinco días de cultivo, se cortan a lo largo los brotes y se descarta el meristema apical, cultivándose las mitades en el medio de BA 10 µM. Dichas mitades producen aproximadamente sesenta explantes con yemas laterales, los cuales a su vez pueden regenerar en promedio quince brotes por explante; en suma quiere decir que se pueden obtener novecientos brotes axilares en cincuenta y cinco días de cultivo de un cladodio de 5 cm, lo cual ascendería a veinticinco mil brotes en aproximadamente tres meses de cultivo.
En cuanto a la generación de raíces, se ha confirmado que las mismas son formadas espontáneamente o pueden ser estimulados por la adición de auxinas.

## Importancia económica
Esta especie se cultiva, entre otros lugares, en México, Perú, Bolivia, Colombia, España, Sicilia, las costas del sur de Italia, Túnez, Marruecos, Argelia, Egipto, Israel, Arabia Saudita, Brasil, Chile, Ecuador, el norte de África, así como en Eritrea y en Etiopía, donde la fruta es llamada beles.
Rústica y espinosa, esta planta es también característica del norte de Argentina, extendiéndose hasta la zona árida de Córdoba. Se da en parajes áridos, secos, donde normalmente no habita ningún cultivo. El cultivo de la tuna en este país no se explota económicamente, encontrándose casualmente, y siendo considerada una planta silvestre. Es costumbre su consumo por parte de la población local, ingiriéndose preferentemente fresco o también procesado en forma de un dulce regional llamado arrope.
Se denomina tunal o nopalera al sitio donde abunda.

## Especie invasora
Estudios del ADN indican que O. ficus-indica fue domesticada a partir de especies de Opuntia del centro de México.[cita requerida]
La planta se expandió a muchas partes de América en tiempos precolombinos, y tras la llegada de los europeos se extendió a muchas otras partes del mundo, especialmente por la cuenca mediterránea, donde se ha naturalizado. Esta expansión se vio favorecida por el transporte de las plantas vivas en las embarcaciones para evitar el escorbuto.
Debido a su potencial colonizador y constituir una amenaza grave para las especies autóctonas, los hábitats o los ecosistemas, ha sido incluida en el Catálogo de especies exóticas invasoras (con el sinónimo Opuntia maxima), aprobado por Real Decreto 630/2013, de 2 de agosto, estando prohibida en España su introducción en el medio natural, posesión, transporte, tráfico y comercio. Aunque tanto el cultivo como la comercialización de sus frutos están permitidos con algunas restricciones (como cultivar lugares destinados a actividades humanas) cultivar y comercializar es legal y se rige por las leyes de agricultura al ser un recurso alimenticio.

## Producción

### Diversidad de la planta en México
El nopal ha tenido gran utilización a lo largo de la historia por parte de las culturas asentadas sobre el territorio mexicano. Tanto es así que son diversos los vocablos que cada cultura, en su respectivo idioma, ha usado y usa para referirse a este vegetal:
| Idioma           | Nombre   |
| ---------------- | -------- |
| Idioma náhuatl   | nohpalli |
| Idioma maya      | pak'am   |
| Idioma mixteco   | vi'ncha  |
| Idioma zapoteco  | bia      |
| Idioma purépecha | paré     |
| Idioma yaqui     | naboo    |
| Idioma otomí     | xathä    |
| Idioma mazahua   | kijñi    |

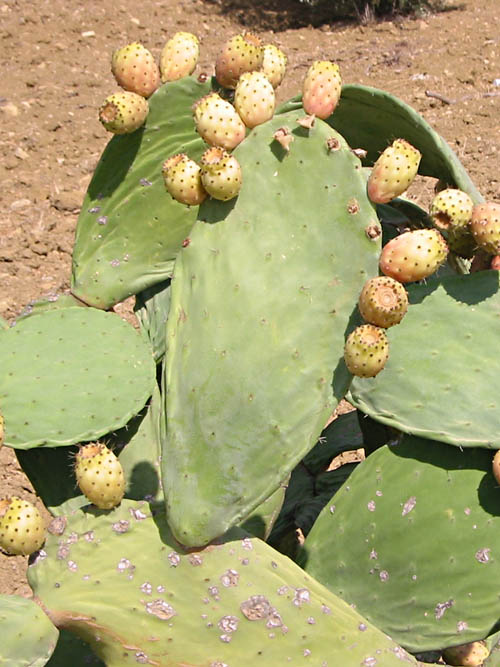
Planta de Opuntia ficus-indica con frutos in situ

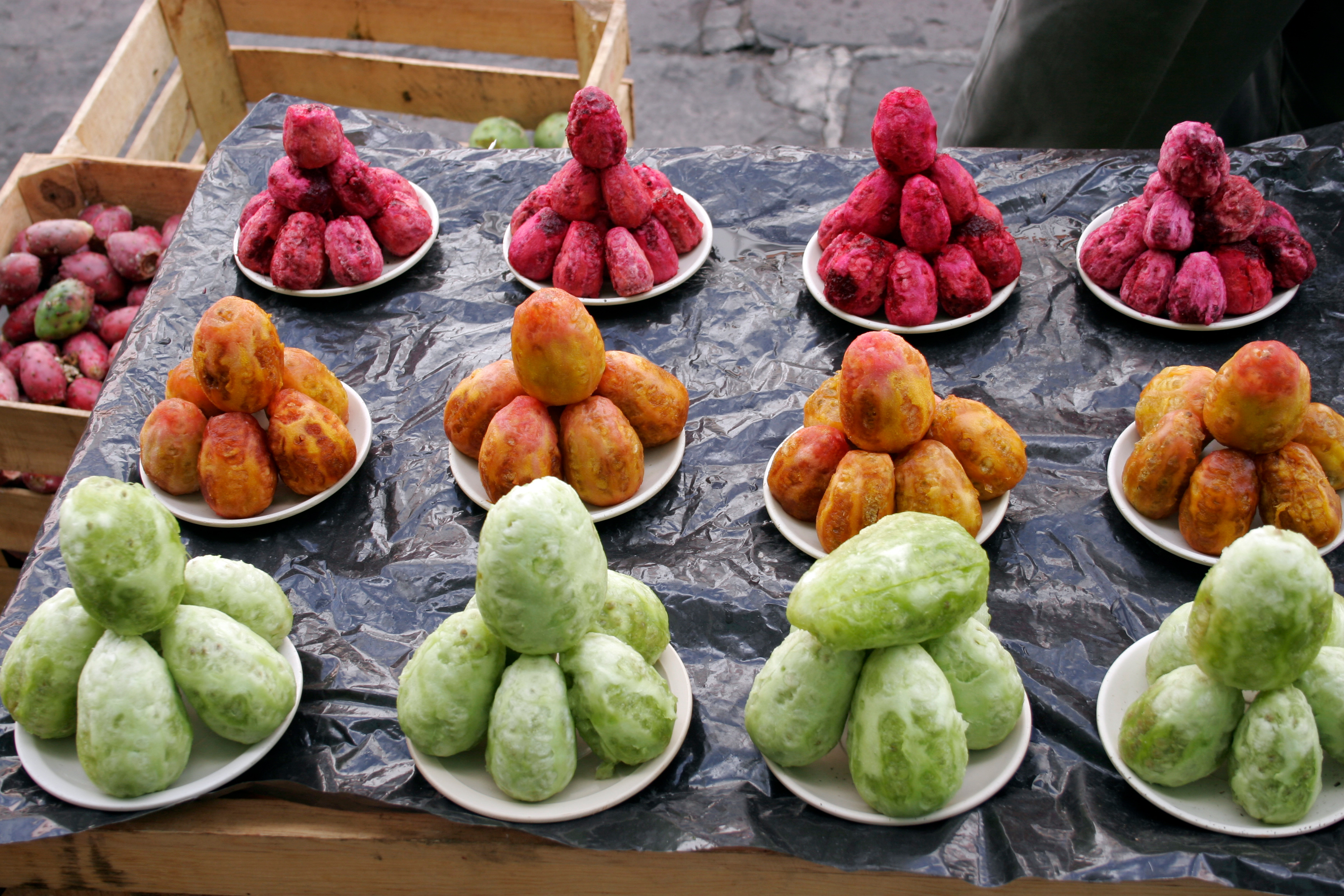
Tunas rojas, anaranjadas y verdes (ya peladas) a la venta en un mercado callejero de Zacatecas (México)

Existe una gran diversidad de tunas, con una amplia gama de sabores y colores, que han permitido una variada utilización gastronómica del nopal en la cocina mexicana.
Esas tunas se conocen en México con los nombres de:
- tuna amarilla
- tuna camuesa
- tuna cardona
- tuna chavena
- tuna duraznilla
- tuna leonera
- tuna mansa
- tuna pachona
- tuna palmita
- tuna pintadera
- tuna ranchera
- tuna tapona
- tuna teca
- xoconostle

El fruto en sí es una excelente golosina refrescante, y el número de maneras de prepararlo tanto en guisos dulces como salados es tan diverso como la variedad de tunas.
Se elaboran recetas, como la miel de tuna o melcocha, el queso de tuna, la mermelada, el colonche (bebida alcohólica preparada a partir de la de la pulpa de la tuna), el néctar o las tunas cristalizadas.

### Producción y diversidad de tunas en el Perú
Perú es el mayor productor de tuna de América del Sur, con 72 500 ha dedicadas a las tunas y diez mil quinientos a los nopales. Existen plantaciones de tunales en los Andes del Perú: la mayor producción silvestre se encuentra en los valles interandinos en las regiones de Ayacucho, Huancavelica, Apurímac, Arequipa, Áncash, Lima y Moquegua, entre otras.
El cultivo de la tuna tecnificada bajo riego por goteo está ubicada en Colca (Arequipa) y supera las veinte mil plantas por hectárea, con excelentes resultados.
Esta especie se cultiva (como otras especies de Opuntia) para servir de huésped a la cochinilla grana, que produce tinturas rojas y purpúreas con un grado de pureza de 18 a 20 % de ácido carmínico, a diferencia de otros países productores, por lo que Perú es el mayor productor y exportador de púrpura del mundo. Esta es una práctica que data de la época precolombina.
Sus frutos ofrecen la posibilidad de industrialización por su contenido en azúcares y proteínas.
La tuna tiene gran diversidad de ecotipos:
- tuna amarilla o anaranjada
- tuna roja o guinda
- tuna verde o blanca

Con los frutos se elaboran mermeladas y licor.
Como fruta de mesa se utilizan la tuna blanca y la morada, por ser frutos de buena calidad y preferidos por el público.

## Nombre común
- En Argentina: tuna.

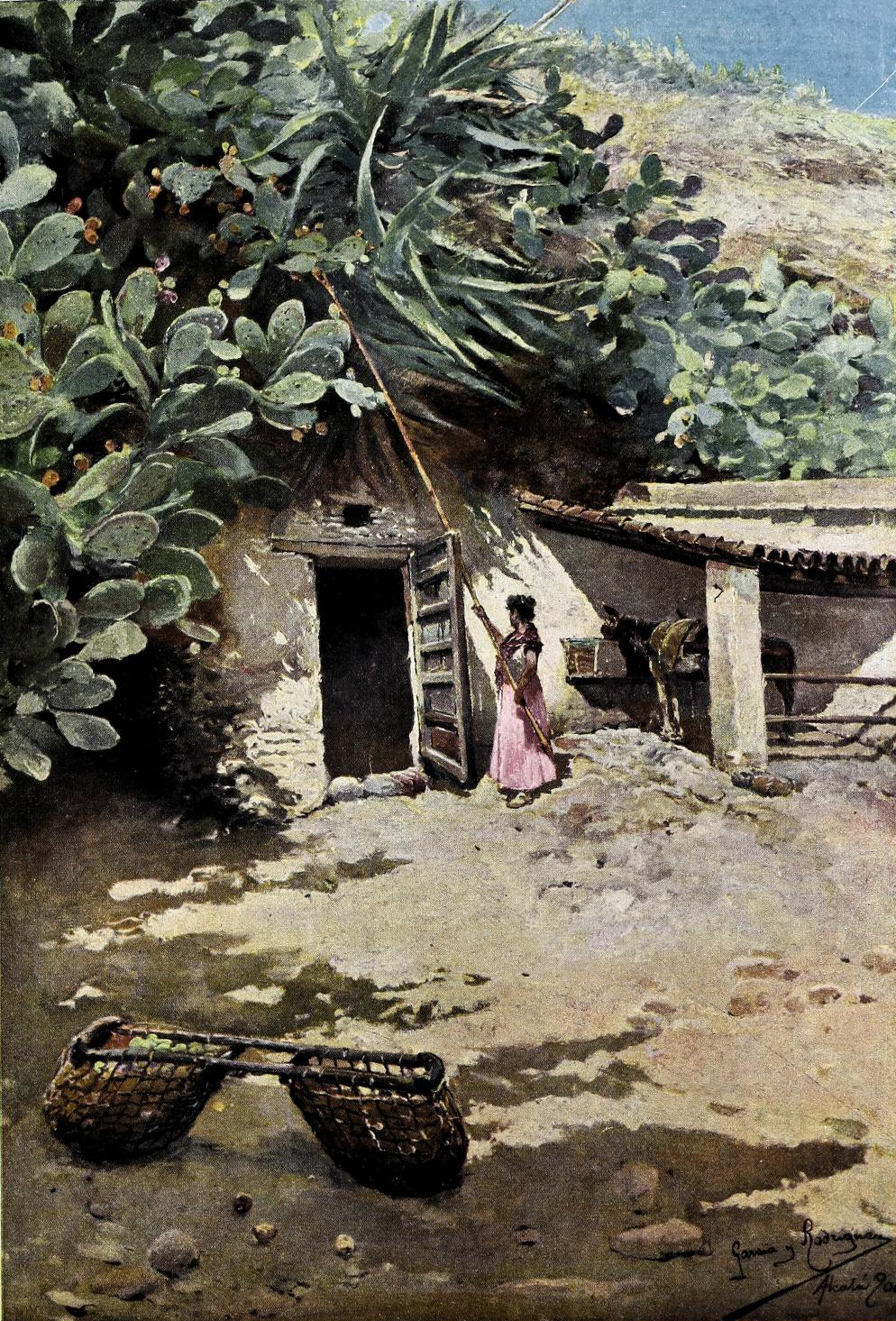
Faenas andaluzas. Recogiendo chumbos. De Manuel García y Rodríguez, en Blanco y Negro (1901).

- En Bolivia: la planta se llama penco, y el fruto tuna.
- En Chile: a la fruta se le denomina tuna, a las ramas se las conoce como palas o pencas, dependiendo de la región geográfica.
- En Colombia: higo y tuna.
- En Ecuador: tuna.
- En España: chumbera (8), chumbo, higo, higo chumbo (5), higo de tuna, higochumbo (2), higos blancos, higos blanquillos, higos de viña, higos malagueños amarillos, higos moscateles, higuera chumba (5), higuera de Indias, higuera de la India, higuera de pala (2), higuera de tuna, higuera tuna, nopal (4), nopalera (4), pala, penca, tuna (4), tunal. Los números entre paréntesis indican la frecuencia de uso del vocablo.[18] En las islas Canarias: higo pico o tuno al fruto, y tunera o penca a la planta.
- En Honduras se les conoce como caitias o tunas.
- En México: la planta se llama nopal, y el fruto tuna (si es dulce) o xoconostle (si es agrio). En idioma náhuatl se denomina nopalli a la planta y nochtli al fruto, ambos son muy usados en la gastronomía mexicana.
- En Paraguay: tuna.
- En Perú: tuna; y en quechua hay variedades de tuna que se conocen como huaquru, mancaullu, paullunchu.[19][20]
- En República Dominicana: la planta es llamada alquira o tuna.
- En Uruguay: higo de tuna.
- En Venezuela: tuna.

## Usos

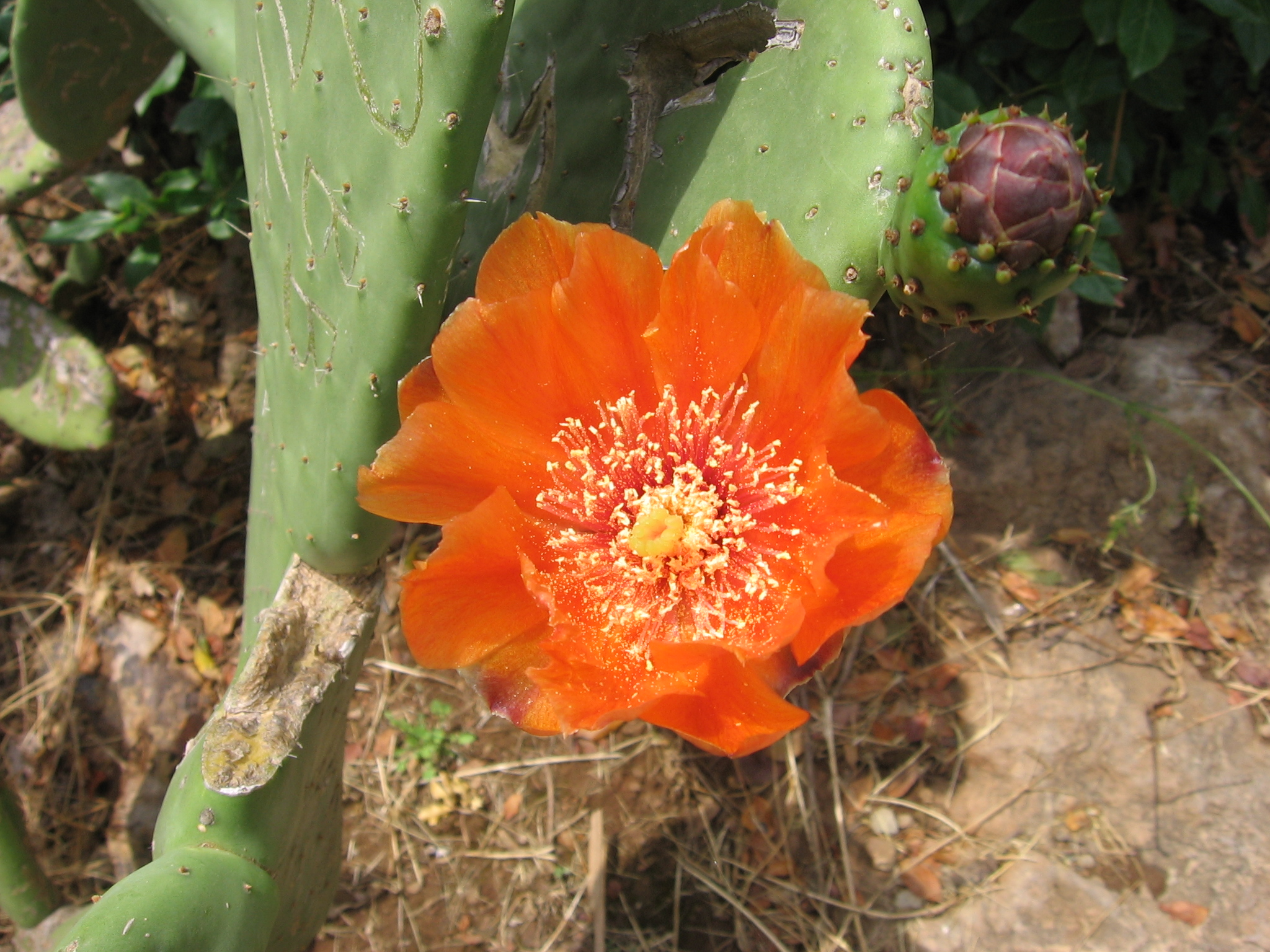
Flor de chumbera

### Gastronomía

#### Tallos
Los cladodios jóvenes de este cactus son usados en la cocina mexicana para preparar el plato llamado nopalito o ensalada de nopales, para el que también se emplea cilantro y sal. El nopalito es bajo en carbohidratos y puede ayudar en el tratamiento de la diabetes.

#### Fruto
Los frutos (conocidos como tunas en Argentina, Bolivia, Chile, México, Perú y Uruguay, higos en Colombia, tunos e higos picos en Islas Canarias, e higos chumbos en el resto de España) son dulces, comestibles y muy apreciados. Existe también una especie (Opuntia joconostle) que produce tunas llamadas comúnmente xoconostle (pronunciado “shoconostle” o “joconostle”), que significa «tuna agria» o «tuna ácida». La particularidad de estos frutos es que la cáscara es muy gruesa, comparada con otras especies de tunas (hasta 2 cm). Estos frutos se utilizan principalmente en la cocina como postre (incluso sacado de la nevera en verano para refrescar) y para la preparación de ciertas salsas, para la preparación de dulces y helados (como el popular arrope de tuna en Argentina), como condimento, como aperitivo y también como planta medicinal (infusión para la tos, migraña y dolor de cabeza). Además, se ha comprobado a nivel médico su eficacia en la reducción de glucosa en sangre, por lo que es una alternativa en el tratamiento de la diabetes.
En México, los cladodios jóvenes de la planta se consumen como verdura (nopales) y el fruto como tal (tuna).
En Marruecos y la zona mediterránea donde se cultivan son muy apreciados y se aprovechan tanto el fruto (higo chumbo) como el cactus en sí, este último para forraje.
Tuna

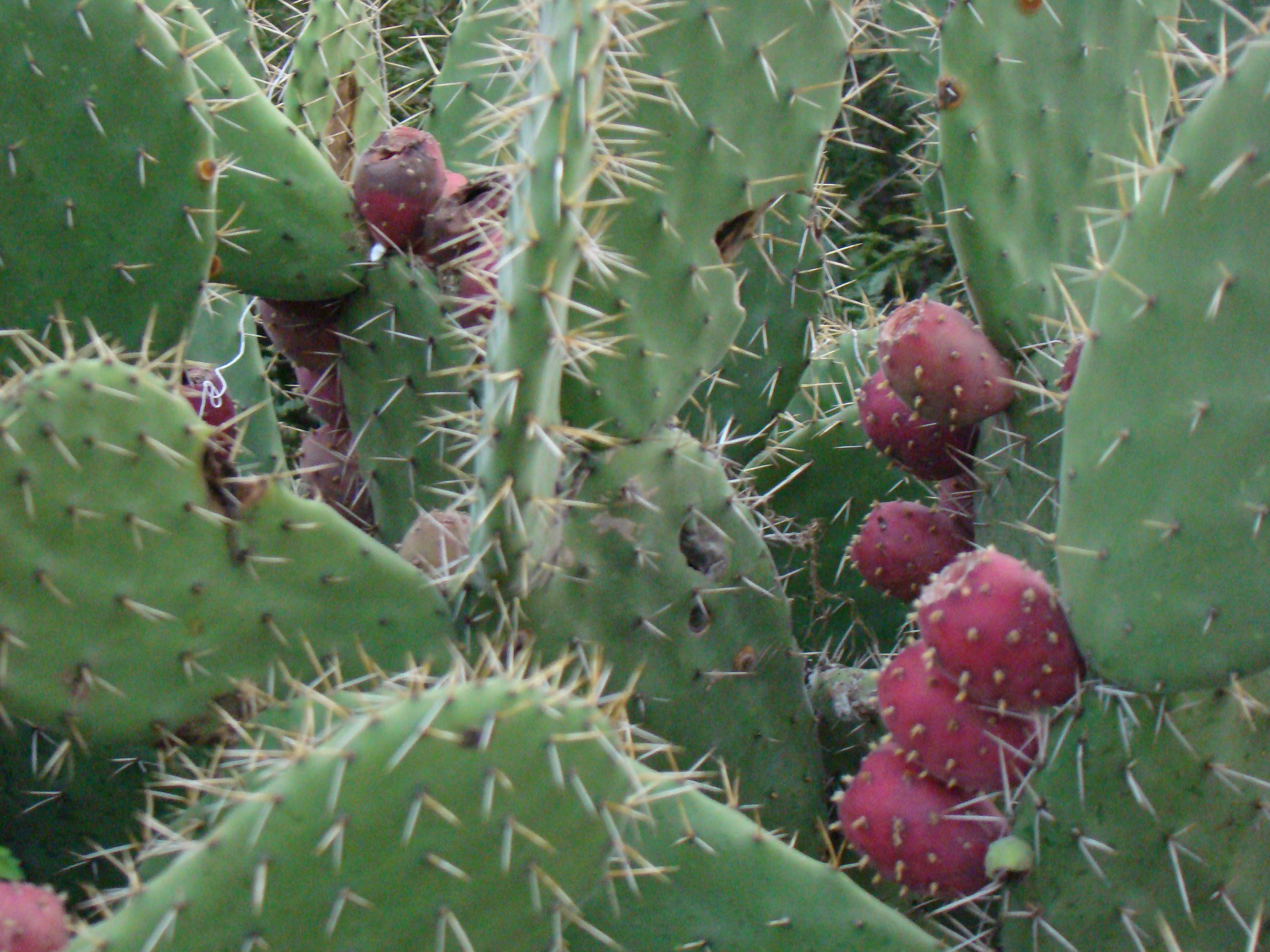
Nopal con tunas rojas

- La recolección y preparado de la tuna para el consumo tienen su técnica para evitar las numerosas espinas que defienden el fruto de depredadores.

- Como las espinas del fruto pueden ser arrastradas por el viento conviene recolectarlo con este de espaldas, y una vez cogido (con tenazas u otro utensilio casero) se pone en la tierra y se procede a barrerlo con una escoba, cepillo o planta que se tenga a mano (mejor si es resinosa, para que se le queden pegados los “pelillos”).

- Una vez en la casa se pasa por debajo de un chorro de agua para eliminar todas las espinas restantes. Una vez limpio de espinas se consume como fruta (después de pelarlo).

- También se consume el jugo. Además, las frutas cortadas en rodajas se cubren de azúcar y se dejan reposar durante varias horas, dando lugar a un jarabe que se puede tomar frío, solo o mezclado con otras frutas.

- Se elaboran también mermeladas, jugos y licores, y además se pueden consumir en forma de láminas deshidratadas.

- En zonas áridas y semiáridas se usan para forraje y como fuente de agua para el ganado.

- Es considerada una fruta lenta.

- En la provincia de Enna (Sicilia, Italia) en la pequeña ciudad de Gagliano Castelferrato, se elabora el licor Ficodi, tanto para uso medicinal como aperitivo.

- En gran parte de Argentina las tunas se usan para hacer un dulce llamado arrope.

Nopal:
- El nopal se consume dulce, confitado o salado, en preparación de salsas para carnes o ensaladas. Es fuente de una gran cantidad de fibra dietaria.

- En Argentina, sobre todo en el área norte, se hace una especie de mermelada de nopal, denominada «arrope», haciéndolo hervir con azúcar, y preparado en trozos.

### Medicinales
En medicina natural, los frutos son considerados astringentes, y, los cladodios frescos, calentados al horno, se utilizan como emolientes, colocados en forma de cataplasma sobre la zona afectada.
Muchas personas consumen la tuna por su agradable sabor, sin conocer los beneficios que puede proporcionar a su salud. La fruta, en todas sus variedades (blanca, roja y anaranjada) tiene propiedades nutricionales: contiene vitaminas, tales como tiamina, niacina y riboflavina, además de minerales esenciales, como calcio, fósforo, potasio, hierro, selenio, cobre, zinc, sodio y magnesio.[cita requerida]
Los componentes de la planta de nopal están asociados también a la medicina tradicional, ya que se emplea en tratamientos para la diarrea, el cáncer de próstata y úlceras.[cita requerida] Tiene, además, propiedades diuréticas,[cita requerida] y mejora la digestión.[cita requerida]

### Otros usos
En 2019, la marca Adriano Di Marti presentó Desserto, un cuero vegetal hecho a partir de nopal. El cuero de nopal se produce en Zacatecas, México, y abastece a un amplio número de marcas de la moda para elaborar bolsos, calzado y otros productos. A la vez que muy similar al cuero animal, es mucho más respetuoso con el medio ambiente y en su producción no se utilizan productos tóxicos.
Además del consumo como alimento, se utiliza en la industria de cosméticos (maquillaje, tintes, etc.). [cita requerida]
También se incluye como parte del adobe, impermeabilizándolo.
Como espesante y adherente casero de la pintura al agua (por ejemplo: cal).
Es también un elemento clave en la crianza de cochinillas grana ya que se alimentan de la savia de esta planta, y cuyo tinte obtenido de estos insectos conocido como carmín es usado como colorante para diversos productos como cosméticos, tejidos textiles, alimentos, etc.
En el sur de España era común en zonas rurales el uso como juguete por parte de niños, usando dos hojas de chumbera (cladodio) con la forma de una rueda y con palos se creaba una especie de carro.

## Simbología

Un águila real posada sobre un nopal en el Emblema Nacional de México.

La importancia cultural del nopal en la historia mexicana se refleja incluso en la presencia de esta planta en el escudo y la bandera del país, que incluyen la representación de un nopal sobre el que un águila devora a una serpiente, enraizado en una pequeña isleta de piedra sobre el agua.
Esta planta es parte de la mitología mexica, en la que se considera como la planta de la vida, ya que aparentemente nunca muere, puesto que al secarse puede dar vida a una nueva planta.[cita requerida]
Según los mitos mexicas, el primer nopal nació del corazón de Copil, el hijo de Malinalxóchitl, quien, al tratar de vengarse de su tío Huitzilopochtli por dejar sola a su madre, fue mandado a matar por este.[cita requerida] Según cuenta la leyenda, Huitzilopochtili mandó sacarle el corazón a Copil, y que luego fuera enterrado en unos peñascos. Al día siguiente apareció el primer nopal: con espinas de valiente guerrero y flores de un hijo que defiende a su madre.